# Le Catelet
Le Catelet és un municipi francès del departament de l'Aisne, als Alts de França.
És la capital del cantó homònim i forma part de la Communauté de communes du Pays du Vermandois.

## Geografia
Le Catelet està a 18 quilòmetres al nord-oest de la ciutat de Saint-Quentin.

## Administració
Des de 2008, l'alcalde és Philippe D'Horme.

## Demografia
- 1962: 249 habitants.
- 1975: 272 habitants.
- 1990: 223 habitants.
- 1999: 218 habitants.
- 2007: 199 habitants.
- 2008: 196 habitants.[1]

## Personalitats lligades al municipi
- Jean Louis Henri Villain. Notari i fabricant de sucre. Diputat de l'Aisne del segle xix.